# ABC 뉴스

ABC 뉴스의 로고

ABC 뉴스(ABC News)는 뉴스를 담당하는 미국의 방송국 ABC의 방송 부서이다. 월트 디즈니 컴퍼니의 자회사이기도 하다. 대표적인 프로그램으로 World News with Diane Sawyer가 있고 이 밖에도 굿모닝 아메리카, 나이트라인, 텔레비전 뉴스 매거진, 썬데이 모닝 토크쇼 프로그램 디스 위크가 있다.

## 같이 보기
- 위키미디어 공용에 ABC 뉴스 관련 미디어 분류가 있습니다.
- ABC
- CBS 뉴스
- NBC 뉴스